# EBCDIC 297
La page de code 297 est une variante de l’EBCDIC représentant complètement le jeu de caractères latin numéro 1. Elle est utilisée pour le français.

## Table de codage
Ce tableau représente le codage d’une variante d’EBCDIC compatible avec l’ISO/CEI 8859-1. Les caractères codés de 0x00 à 0x3F ainsi que 0xFF sont des caractères de contrôle, 0x40 est l’espace, 0x41 est l’espace insécable. Le caractère codé en 0xCA est le tiret de césure conditionnelle, visible uniquement en fin de ligne.
Toutefois, cette variante est incompatible, octet par octet, avec l’UTF-EBCDIC qui utilise les positions colorées en vert ou jaune ci-dessous pour coder les caractères Unicode (hors de l'ASCII et des codes de contrôle) sous forme de séquences d’octets. En effet les positions des caractères invariants de l'ISO 646 (codés en 1 octet) sont échangées avec celles des positions variantes de l’ISO 646 ou des extensions sur 8 bits. Pour assurer la compatibilité avec l’UTF-EBCDIC, des permutations seraient nécessaires alors même que cette table codifie tous les caractères du jeu latin numéro 1 standardisé par l'ISO.
Cette variante n’est pas non plus compatible directement avec la variantes américaine de l’ISO/CEI 646, mais l’est partiellement avec les variantes françaises de l’ISO 646, des permutations comparables ayant aussi lieu dans cette variante française de EBCDIC par rapport à sa variante américaine.
Dans chaque cellule de la table ci-dessous figure également sous chaque caractère affiché le point de code Unicode (hexadécimal) correspondant au caractère qui y est codé.
| Quartet haut | Quartet bas (toutes les valeurs sont en hexadécimal) | Quartet bas (toutes les valeurs sont en hexadécimal) | Quartet bas (toutes les valeurs sont en hexadécimal) | Quartet bas (toutes les valeurs sont en hexadécimal) | Quartet bas (toutes les valeurs sont en hexadécimal) | Quartet bas (toutes les valeurs sont en hexadécimal) | Quartet bas (toutes les valeurs sont en hexadécimal) | Quartet bas (toutes les valeurs sont en hexadécimal) | Quartet bas (toutes les valeurs sont en hexadécimal) | Quartet bas (toutes les valeurs sont en hexadécimal) | Quartet bas (toutes les valeurs sont en hexadécimal) | Quartet bas (toutes les valeurs sont en hexadécimal) | Quartet bas (toutes les valeurs sont en hexadécimal) | Quartet bas (toutes les valeurs sont en hexadécimal) | Quartet bas (toutes les valeurs sont en hexadécimal) | Quartet bas (toutes les valeurs sont en hexadécimal) |
| Quartet haut | ...0                                                 | ...1                                                 | ...2                                                 | ...3                                                 | ...4                                                 | ...5                                                 | ...6                                                 | ...7                                                 | ...8                                                 | ...9                                                 | ...A                                                 | ...B                                                 | ...C                                                 | ...D                                                 | ...E                                                 | ...F                                                 |
| --- | ---------------------------------------------------- | ---------------------------------------------------- | ---------------------------------------------------- | ---------------------------------------------------- | ---------------------------------------------------- | ---------------------------------------------------- | ---------------------------------------------------- | ---------------------------------------------------- | ---------------------------------------------------- | ---------------------------------------------------- | ---------------------------------------------------- | ---------------------------------------------------- | ---------------------------------------------------- | ---------------------------------------------------- | ---------------------------------------------------- | ---------------------------------------------------- |
| 0... | NUL 0000                                             | SOH 0001                                             | STX 0002                                             | ETX 0003                                             | ST 009C                                              | HT 0009                                              | SSA 0086                                             | DEL 007F                                             | EPA 0097                                             | RI 008D                                              | SS2 008E                                             | VT 000B                                              | FF 000C                                              | CR 000D                                              | SO 000E                                              | SI 000F                                              |
| 1... | DLE 0010                                             | DC1 0011                                             | DC2 0012                                             | DC3 0013                                             | OSC 009D                                             | LF 000A                                              | BS 0008                                              | ESA 0087                                             | CAN 0018                                             | EM 0019                                              | PU2 0092                                             | SS3 008F                                             | FS 001C                                              | GS 001D                                              | RS 001E                                              | US 001F                                              |
| 2... | PAD 0080                                             | HOP 0081                                             | BPH 0082                                             | NBH 0083                                             | IND 0084                                             | NEL 0085                                             | ETB 0017                                             | ESC 001B                                             | HTS 0088                                             | HTJ 0089                                             | VTS 008A                                             | PLD 008B                                             | PLU 008C                                             | ENQ 0005                                             | ACK 0006                                             | BEL 0007                                             |
| 3... | DCS 0090                                             | PU1 0091                                             | SYN 0016                                             | STS 0093                                             | CCH 0094                                             | MW 0095                                              | SPA 0096                                             | EOT 0004                                             | SOS 0098                                             | SGCI 0099                                            | SCI 009A                                             | CSI 009B                                             | DC4 0014                                             | NAK 0015                                             | PM 009E                                              | SUB 001A                                             |
| 4... | SP 0020                                              | NBSP 00A0                                            | â 00E2                                               | ä 00E4                                               | @ 0040                                               | á 00E1                                               | ã 00E3                                               | å 00E5                                               | \ 005C                                               | ñ 00F1                                               | ° 00B0                                               | . 002E                                               | < 003C                                               | ( 0028                                               | + 002B                                               | ! 0021                                               |
| 5... | & 0026                                               | { 007B                                               | ê 00EA                                               | ë 00EB                                               | } 007D                                               | í 00ED                                               | î 00EE                                               | ï 00EF                                               | ì 00EC                                               | ß 00DF                                               | § 00A7                                               | $ 0024                                               | * 002A                                               | ) 0029                                               | ; 003B                                               | ^ 005E                                               |
| 6... | - 002D                                               | / 002F                                               | Â 00C2                                               | Ä 00C4                                               | À 00C0                                               | Á 00C1                                               | Ã 00C3                                               | Å 00C5                                               | Ç 00C7                                               | Ñ 00D1                                               | ù 00F9                                               | , 002C                                               | % 0025                                               | _ 005F                                               | > 003E                                               | ? 003F                                               |
| 7... | ø 00F8                                               | É 00C9                                               | Ê 00CA                                               | Ë 00CB                                               | È 00C8                                               | Í 00CD                                               | Î 00CE                                               | Ï 00CF                                               | Ì 00CC                                               | µ 00B5                                               | : 003A                                               | £ 00A3                                               | à 00E0                                               | ' 0027                                               | = 003D                                               | " 0022                                               |
| 8... | Ø 00D8                                               | a 0061                                               | b 0062                                               | c 0063                                               | d 0064                                               | e 0065                                               | f 0066                                               | g 0067                                               | h 0068                                               | i 0069                                               | « 00AB                                               | » 00BB                                               | ð 00F0                                               | ý 00FD                                               | þ 00FE                                               | ± 00B1                                               |
| 9... | [ 005B                                               | j 006A                                               | k 006B                                               | l 006C                                               | m 006D                                               | n 006E                                               | o 006F                                               | p 0070                                               | q 0071                                               | r 0072                                               | ª 00AA                                               | º 00BA                                               | æ 00E6                                               | ¸ 00B8                                               | Æ 00C6                                               | ¤ 00A4                                               |
| A... | ` 0060                                               | ¨ 00A8                                               | s 0073                                               | t 0074                                               | u 0075                                               | v 0076                                               | w 0077                                               | x 0078                                               | y 0079                                               | z 007A                                               | ¡ 00A1                                               | ¿ 00BF                                               | Ð 00D0                                               | Ý 00DD                                               | Þ 00DE                                               | ® 00AE                                               |
| B... | ¢ 00A2                                               | # 0023                                               | ¥ 00A5                                               | · 00B7                                               | © 00A9                                               | ] 005D                                               | ¶ 00B6                                               | ¼ 00BC                                               | ½ 00BD                                               | ¾ 00BE                                               | ¬ 00AC                                               | \| 007C                                              | ¯ 00AF                                               | ~ 007E                                               | ´ 00B4                                               | × 00D7                                               |
| C... | é 00E9                                               | A 0041                                               | B 0042                                               | C 0043                                               | D 0044                                               | E 0045                                               | F 0046                                               | G 0047                                               | H 0048                                               | I 0049                                               | SHY 00AD                                             | ô 00F4                                               | ö 00F6                                               | ò 00F2                                               | ó 00F3                                               | õ 00F5                                               |
| D... | è 00E8                                               | J 004A                                               | K 004B                                               | L 004C                                               | M 004D                                               | N 004E                                               | O 004F                                               | P 0050                                               | Q 0051                                               | R 0052                                               | ¹ 00B9                                               | û 00FB                                               | ü 00FC                                               | ¦ 00A6                                               | ú 00FA                                               | ÿ 00FF                                               |
| E... | ç 00E7                                               | ÷ 00F7                                               | S 0053                                               | T 0054                                               | U 0055                                               | V 0056                                               | W 0057                                               | X 0058                                               | Y 0059                                               | Z 005A                                               | ² 00B2                                               | Ô 00D4                                               | Ö 00D6                                               | Ò 00D2                                               | Ó 00D3                                               | Õ 00D5                                               |
| F... | 0 0030                                               | 1 0031                                               | 2 0032                                               | 3 0033                                               | 4 0034                                               | 5 0035                                               | 6 0036                                               | 7 0037                                               | 8 0038                                               | 9 0039                                               | ³ 00B3                                               | Û 00DB                                               | Ü 00DC                                               | Ù 00D9                                               | Ú 00DA                                               | APC 009F                                             |
| Notes : - Les caractères de contrôle de l’EBCDIC sont indiqués sur fond rouge (commandes C0) ou mauve (commandes C1). - Les positions invariantes de l’ISO/CEI 646 ou de l’ISO/CEI 8859 sont généralement invariantes dans les versions de l’EBCDIC. Elles sont indiquées en fond blanc. - Les positions variantes de l’EBCDIC indiquent en italique le point de code Unicode correspondant uniquement à cette variante : - Les caractères variants des différentes versions correspondantes de l’ISO 646 sont affichés sur fond jaune (le caractère affiché est celui de l’EBCDIC CCSID 500 ou de l’ASCII). - Le caractère “double quote” U+0022 (codé 0x7F dans la plupart des variantes de l’EBCDIC) n’est pas variant dans les jeux de caractères compatibles ISO 646, mais varie dans la version turque de l’EBCDIC. - Les minuscules latines U+0061 à U+007A (codées 0x81..0x89, 0x91..0x99, 0xA2..0xA9 dans la plupart des variantes de l’EBCDIC) ne sont pas variants dans les jeux de caractères compatibles ISO 646, mais varient dans les versions japonaises (hiragana/katakana) et cyrilliques de l’EBCDIC (qui y codent d’autres lettres nécessaires à ces écritures). - Les caractères variants des différentes versions étendues de l’EBCDIC sont affichés sur fond vert (le caractère affiché est celui de l’UTF-EBCDIC interprété comme caractère l’ISO/CEI 8859-1). Certains caractères étaient différents dans la version initiale de l’EBCDIC qui y plaçait des symboles spéciaux. Les variantes CCSID 037 et 500 les plus connues de l’EBCDIC y utilisent ainsi une assignation différente pour de tels symboles. |                                                      |                                                      |                                                      |                                                      |                                                      |                                                      |                                                      |                                                      |                                                      |                                                      |                                                      |                                                      |                                                      |                                                      |                                                      |                                                      |

## Transcodage de l’ISO 8859-1 vers l’EBCDIC
La table suivante permet de transcoder l’ASCII (caractères Unicode U+0000 à U+007F) et le jeu de commandes C1 (caractères Unicode U+0080 à U+009F) en EBCDIC. Les caractères de l’extension ISO 8859 latine numéro 1 (en verts) sont indiqués ici dans l’ordre compatible avec l’UTF-EBCDIC, avec leur codage correspondant dans la variante française de l’EBCDIC de la page de code 297.
Cette table est l’inverse de la table précédente et est compatible octet par octet avec la seconde phase (de permutation des valeurs d’octets) de l’UTF-EBCDIC.
| Colonne Unicode | Quartet bas Unicode (toutes les valeurs sont en hexadécimal) | Quartet bas Unicode (toutes les valeurs sont en hexadécimal) | Quartet bas Unicode (toutes les valeurs sont en hexadécimal) | Quartet bas Unicode (toutes les valeurs sont en hexadécimal) | Quartet bas Unicode (toutes les valeurs sont en hexadécimal) | Quartet bas Unicode (toutes les valeurs sont en hexadécimal) | Quartet bas Unicode (toutes les valeurs sont en hexadécimal) | Quartet bas Unicode (toutes les valeurs sont en hexadécimal) | Quartet bas Unicode (toutes les valeurs sont en hexadécimal) | Quartet bas Unicode (toutes les valeurs sont en hexadécimal) | Quartet bas Unicode (toutes les valeurs sont en hexadécimal) | Quartet bas Unicode (toutes les valeurs sont en hexadécimal) | Quartet bas Unicode (toutes les valeurs sont en hexadécimal) | Quartet bas Unicode (toutes les valeurs sont en hexadécimal) | Quartet bas Unicode (toutes les valeurs sont en hexadécimal) | Quartet bas Unicode (toutes les valeurs sont en hexadécimal) |
| Colonne Unicode | ...0                                                         | ...1                                                         | ...2                                                         | ...3                                                         | ...4                                                         | ...5                                                         | ...6                                                         | ...7                                                         | ...8                                                         | ...9                                                         | ...A                                                         | ...B                                                         | ...C                                                         | ...D                                                         | ...E                                                         | ...F                                                         |
| --- | ------------------------------------------------------------ | ------------------------------------------------------------ | ------------------------------------------------------------ | ------------------------------------------------------------ | ------------------------------------------------------------ | ------------------------------------------------------------ | ------------------------------------------------------------ | ------------------------------------------------------------ | ------------------------------------------------------------ | ------------------------------------------------------------ | ------------------------------------------------------------ | ------------------------------------------------------------ | ------------------------------------------------------------ | ------------------------------------------------------------ | ------------------------------------------------------------ | ------------------------------------------------------------ |
| 000... | NUL 00                                                       | SOH 01                                                       | STX 02                                                       | ETX 03                                                       | EOT 37                                                       | ENQ 2D                                                       | ACK 2E                                                       | BEL 2F                                                       | BS 16                                                        | HT 05                                                        | LF 15                                                        | VT 0B                                                        | FF 0C                                                        | CR 0D                                                        | SO 0E                                                        | SI 0F                                                        |
| 001... | DLE 10                                                       | DC1 11                                                       | DC2 12                                                       | DC3 13                                                       | DC4 3C                                                       | NAK 3D                                                       | SYN 32                                                       | ETB 26                                                       | CAN 18                                                       | EM 19                                                        | SUB 3F                                                       | ESC 27                                                       | FS 1C                                                        | GS 1D                                                        | RS 1E                                                        | US 1F                                                        |
| 002... | SP 40                                                        | ! 4F                                                         | " 7F                                                         | # B1                                                         | $ 5B                                                         | % 6C                                                         | & 50                                                         | ' 7D                                                         | ( 4D                                                         | ) 5D                                                         | * 5C                                                         | + 4E                                                         | , 6B                                                         | - 60                                                         | . 4B                                                         | / 61                                                         |
| 003... | 0 F0                                                         | 1 F1                                                         | 2 F2                                                         | 3 F3                                                         | 4 F4                                                         | 5 F5                                                         | 6 F6                                                         | 7 F7                                                         | 8 F8                                                         | 9 F9                                                         | : 7A                                                         | ; 5E                                                         | < 4C                                                         | = 7E                                                         | > 6E                                                         | ? 6F                                                         |
| 004... | @ 44                                                         | A C1                                                         | B C2                                                         | C C3                                                         | D C4                                                         | E C5                                                         | F C6                                                         | G C7                                                         | H C8                                                         | I C9                                                         | J D1                                                         | K D2                                                         | L D3                                                         | M D4                                                         | N D5                                                         | O D6                                                         |
| 005... | P D7                                                         | Q D8                                                         | R D9                                                         | S E2                                                         | T E3                                                         | U E4                                                         | V E5                                                         | W E6                                                         | X E7                                                         | Y E8                                                         | Z E9                                                         | [ 90                                                         | \ 48                                                         | ] B5                                                         | ^ 5F                                                         | _ 6D                                                         |
| 006... | ` A0                                                         | a 81                                                         | b 82                                                         | c 83                                                         | d 84                                                         | e 85                                                         | f 86                                                         | g 87                                                         | h 88                                                         | i 89                                                         | j 91                                                         | k 92                                                         | l 93                                                         | m 94                                                         | n 95                                                         | o 96                                                         |
| 007... | p 97                                                         | q 98                                                         | r 99                                                         | s A2                                                         | t A3                                                         | u A4                                                         | v A5                                                         | w A6                                                         | x A7                                                         | y A8                                                         | z A9                                                         | { 51                                                         | \| BB                                                        | } 54                                                         | ~ BD                                                         | DEL 07                                                       |
| 008... | PAD 20                                                       | HOP 21                                                       | BPH 22                                                       | NBH 23                                                       | IND 24                                                       | NEL 25                                                       | SSA 06                                                       | ESA 17                                                       | HTS 28                                                       | HTJ 29                                                       | VTS 2A                                                       | PLD 2B                                                       | PLU 2C                                                       | RI 09                                                        | SS2 0A                                                       | SS3 1B                                                       |
| 009... | DCS 30                                                       | PU1 31                                                       | PU2 1A                                                       | STS 33                                                       | CCH 34                                                       | MW 35                                                        | SPA 36                                                       | EPA 08                                                       | SOS 38                                                       | SGCI 39                                                      | SCI 3A                                                       | CSI 3B                                                       | ST 04                                                        | OSC 14                                                       | PM 3E                                                        | APC FF                                                       |
| 00A... | NBSP 41                                                      | ¡ AA                                                         | ¢ B0                                                         | £ 7B                                                         | ¤ 9F                                                         | ¥ B2                                                         | ¦ DD                                                         | § 5A                                                         | ¨ A1                                                         | © B4                                                         | ª 9A                                                         | « 8A                                                         | ¬ BA                                                         | SHY CA                                                       | ® AF                                                         | ¯ BC                                                         |
| 00B... | ° 4A                                                         | ± 8F                                                         | ² EA                                                         | ³ FA                                                         | ´ BE                                                         | µ 79                                                         | ¶ B6                                                         | · B3                                                         | ¸ 9D                                                         | ¹ DA                                                         | º 9B                                                         | » 8B                                                         | ¼ B7                                                         | ½ B8                                                         | ¾ B9                                                         | ¿ AB                                                         |
| 00C... | À 64                                                         | Á 65                                                         | Â 62                                                         | Ã 66                                                         | Ä 63                                                         | Å 67                                                         | Æ 9E                                                         | Ç 68                                                         | È 74                                                         | É 71                                                         | Ê 72                                                         | Ë 73                                                         | Ì 78                                                         | Í 75                                                         | Î 76                                                         | Ï 77                                                         |
| 00D... | Ð AC                                                         | Ñ 69                                                         | Ò ED                                                         | Ó EE                                                         | Ô EB                                                         | Õ EF                                                         | Ö EC                                                         | × BF                                                         | Ø 80                                                         | Ù FD                                                         | Ú FE                                                         | Û FB                                                         | Ü FC                                                         | Ý AD                                                         | Þ AE                                                         | ß 59                                                         |
| 00E... | à 7C                                                         | á 45                                                         | â 42                                                         | ã 46                                                         | ä 43                                                         | å 47                                                         | æ 9C                                                         | ç E0                                                         | è D0                                                         | é C0                                                         | ê 52                                                         | ë 53                                                         | ì 58                                                         | í 55                                                         | î 56                                                         | ï 57                                                         |
| 00F... | ð 8C                                                         | ñ 49                                                         | ò CD                                                         | ó CE                                                         | ô CB                                                         | õ CF                                                         | ö CC                                                         | ÷ E1                                                         | ø 70                                                         | ù 6A                                                         | ú DE                                                         | û DB                                                         | ü DC                                                         | ý 8D                                                         | þ 8E                                                         | ÿ DF                                                         |
| Notes : - Les positions variantes de l’EBCDIC indiquent en italique le code EBCDIC correspondant uniquement à la variante française dans la page de code 297 ; - Les caractères de contrôle de l’EBCDIC sont indiqués sur fond rouge (commandes C0) ou mauve (commandes C1). - Les caractères variants des différentes versions correspondantes de l’ISO 646 sont affichés sur fond jaune (le caractère affiché est celui de l’EBCDIC CCSID 500 ou de l’ASCII). - Le caractère “double quote” U+0022 (codé 0x7F dans la plupart des variantes de l’EBCDIC) n’est pas variant dans les jeux de caractères compatibles ISO 646, mais varie dans la version turque de l’EBCDIC, mais pas ici. - Les minuscules latines U+0061 à U+007A (codées 0x81..0x89,0x91..0x99,0xA2..0xA9 dans la plupart des variantes de l’EBCDIC) ne sont pas variants dans les jeux de caractères compatibles ISO 646, mais varient dans les versions japonaises et cyrilliques de l’EBCDIC. - Les caractères variants des différentes versions étendues de l’EBCDIC sont affichés sur fond vert (le caractère affiché est celui de cette variante française compatible avec l’ISO 8859-1). Certains caractères étaient différents dans la version initiale de l’EBCDIC qui y plaçait des symboles spéciaux. Les variantes CCSID 037 et 500 les plus connues de l’EBCDIC utilisent une assignation différente. Ils sont tous différents ici de ceux de la variante américaine de l’EBCDIC. |                                                              |                                                              |                                                              |                                                              |                                                              |                                                              |                                                              |                                                              |                                                              |                                                              |                                                              |                                                              |                                                              |                                                              |                                                              |                                                              |